# 茜さや
茜 さや（あかね さや、1993年5月20日 - ）は、日本のグラビアアイドル・タレント、実業家である。静岡県生まれ、広島県育ち。フリーランス。フリー素材アイドルとして著名。芸能界の子が安心して働ける環境としてコンセプトダーツバーを創業。既婚。

## 略歴
2010年、アイドルを目指し広島から単身上京する。
2014年、ミスヤングチャンピオンオーディションにて、ファイナリスト13名に選ばれヤンチャン学園に入学。ヤンチャン学園音楽部のメンバーとしてライブに参加。同メンバーとして、TIFにも参加した。
2014年11月、ダーツの楽しさを広めたいという思いから応募したライブクイーンコンテスト2014の候補者に選ばれる。2015年1月、第8代ライブクイーンのグランプリに選ばれる。同年12月、初のDVD「ミルキー・グラマー」が竹書房から発売される。
2016年2月、無料写真素材サイトであるPAKUTASO（ぱくたそ）に写真素材を提供。現役グラビアアイドルが被写体となったフリー素材提供は初となった。肩書の面白さから以降、FLASH袋とじ、対談ページ、ビリヤード雑誌「CUE'S」表紙等雑誌にも頻繁に掲載。
2017年10月、ミスiD 吉田豪賞受賞。12月にはミスヴィレッジバンガード受賞。
2020年、著書『フリー素材の女王の告白』を出版。同年には東京・四谷ではコンセプトダーツバー「四ツ谷Keepers」を経営。
幼少時から温泉マニアの父親に連れられて、全国の温泉や銭湯をめぐっており、2022年時点では2000湯近くを巡った。この経歴から週刊誌の温泉取材連載も行っている。
2024年、桜もこと制作プロダクション・温泉美人を創業。
2025年5月、結婚。

## 出演

### ドラマ
- SICK'S恕乃抄（2018年、Paravi）第4話

### 映画
- ミスムーンライト（2017年2月26日、松本卓也監督）[7]

### テレビバラエティ
- 田村淳 地上波じゃダメ！絶対！（2018年、BSスカパー）
- 喫茶グラビアパラダイス（2018年、Vパラダイス）
- グッとラック！（2020年、TBS）
- 週刊さんまとマツコ (2023年3月19日、TBS)

### ウェブバラエティ
- 極楽とんぼ「KAKERU TV」（2018年、ABEMA）
- 指原莉乃＆ブラマヨの恋するサイテー男総選挙（2019年、ABEMA）#90
- 猫舌SHOWROOM～豪の部屋（2020年、SHOWROOM）

## 出版

### 単行本
- 「フリー素材の女王」の告白 私はこうしてオーディションを勝ち抜いた（2020年10月9日、1万年堂出版）ISBN 978-4866260624

### 連載
- 『アサヒ芸能』 温泉企画掲載
- 『週刊大衆』 温泉企画掲載

## 作品

### イメージビデオ
- ミルキー・グラマー（2015年12月18日、竹書房）
- 大好き（2018年8月31日、グラッソ）